# 帕德靡妮王后

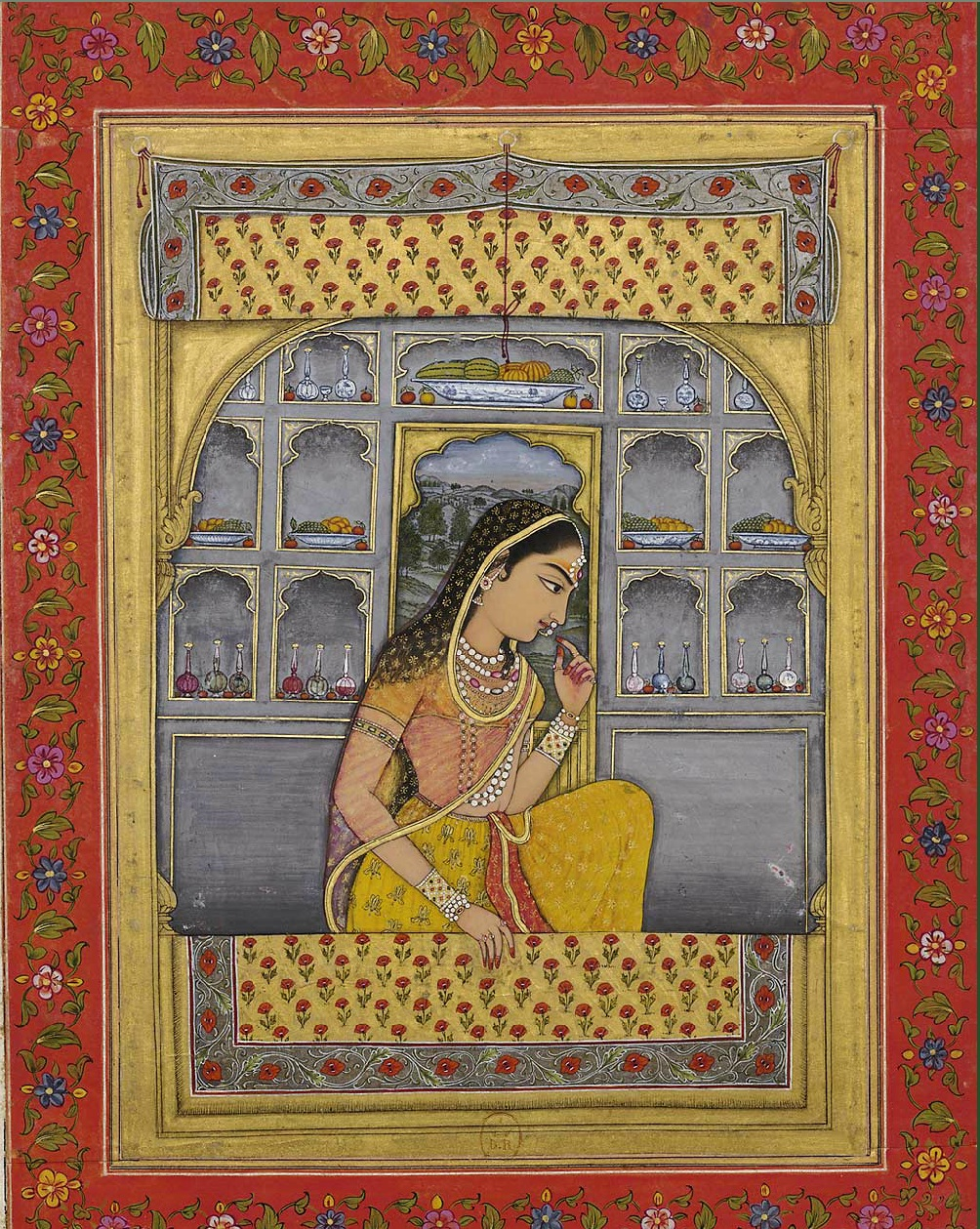
帕德靡妮

帕德靡妮（英文：Padmini），或譯帕德米妮，西元14世紀的米瓦爾王后，被稱為Rani Padmini，Rani為王后之意。
帕德靡妮，也稱帕德瑪瓦蒂（पद्मावती，Padmavati），是印度史詩《帕德瑪瓦特》（पद्मावत，Padmavat）中敘述的米瓦爾王后，她的堅毅不屈被印度民眾視為典範。
據史詩描寫，帕德靡妮原是僧伽羅王國（現為斯里蘭卡）的公主，米瓦爾國王拉坦辛（रतनसेन，Ratan Sen）迎娶她為王后。一個遭拉坦辛驅逐的占星術士流亡到德里的宮廷，占星術士對蘇丹阿勞丁加油添醋地述說米瓦爾王后帕德靡妮的美貌，被占星術士說動的蘇丹率領大軍到米瓦爾，經過八個月的攻擊，米瓦爾的首都奇陶爾加爾始終沒有淪陷，但國王拉坦辛遇到陷阱被俘虜了，蘇丹表示要放回拉坦辛的條件，就是讓帕德靡妮陪蘇丹回德里。米瓦爾人假裝答應，將勇士們藏在王后的轎子中假裝是王后，或假扮成王后的侍從，混進蘇丹的陣營裡救回國王。雖然拉坦辛平安回到奇陶爾加爾，但是在他被俘虜時，同樣覬覦帕德靡妮美貌的鄰國庫姆哈爾國王也曾派人來向帕德靡妮求婚，米瓦爾與庫姆哈爾兩國因此起衝突，拉坦辛在戰鬥中受重傷不治，此時蘇丹又率大軍來攻打奇陶爾加爾，米瓦爾士兵雖英勇奮戰但不敵蘇丹的大軍，在王宮即將淪陷之際，不願屈服於敵人的米瓦爾婦女們，燃起熊熊火焰，由帕德靡妮王后帶頭自焚，費盡力氣的蘇丹最終只得到一座空蕩蕩的廢墟。

## 外部鏈接
- Rani Padmini - A legendary beauty （页面存档备份，存于）